# 特別委員会
特別委員会（とくべついいんかい）とは、日本の国会または地方議会の委員会の種別のひとつ。

## 概要
予算委員会など個別の名称が法令に明記される常設の委員会（常任委員会）と異なり、特別委員会は個別の名称は法令に規定されず、会期（閉会中の期間を含む）ごとに国会・議会の議決により設置される。
特別委員会は議院において特に必要があると認めた案件または常任委員会の所管に属しない特定の案件を審査または調査するため会期の始めにまたは必要の都度設置する。特別委員会は議長の発議、議員の動議で、設置の目的、委員数及び委員会の名称を明示されたうえで議決によって設置される。
国会の常任委員長は本会議で選出され、国会法における「議院の役員」とされるが、国会の特別委員長は各委員会で選出され、「議院の役員」にも含まれない、などの違いがある。参議院では、先例により特別委員会の委員長を選出するまでの議事進行は、会派を問わず委員の中で最も年長の者が行う。
常任委員会で審議しきれない場合に、集中的に審議する手法として注目される。

## 国会の特別委員会

### 現在設置されている特別委員会
| 衆議院                                                     | 委員数 |
| ---------------------------------------------------------- | ------ |
| 東日本大震災復興・防災・災害対策に関する特別委員会         | 40     |
| 政治改革に関する特別委員会                                 | 40     |
| 沖縄及び北方問題に関する特別委員会                         | 25     |
| 北朝鮮による拉致問題等に関する特別委員会                   | 25     |
| 消費者問題に関する特別委員会                               | 35     |
| 原子力問題調査特別委員会                                   | 25     |
| 地域活性化・こども政策・デジタル社会形成に関する特別委員会 | 25     |
| 参議院                                                     | 委員数 |
| 災害対策特別委員会                                         | 20     |
| 政府開発援助等及び沖縄・北方問題に関する特別委員会         | 35     |
| 政治倫理の確立及び選挙制度に関する特別委員会               | 35     |
| 北朝鮮による拉致問題等に関する特別委員会                   | 20     |
| 地方創生及びデジタル社会の形成等に関する特別委員会         | 20     |
| 消費者問題に関する特別委員会                               | 20     |
| 東日本大震災復興特別委員会                                 | 35     |

### 過去設置されていた特別委員会の例
委員会の設置目的は大別して（1）「議案の審査」（2）「議案の審査及び特定事項の調査」（3）「特定事項の調査」（4）「総合的、長期的調査」（5）「請願及び陳情の審査のため設けられたもの」（6）「弔詞案又は賀詞案起草」がある。
| 目的 | 特別委員会                                                           | 設置会期                         | 設置会期                         |
| 目的 | 特別委員会                                                           | 始                               | 終                               |
| ---- | -------------------------------------------------------------------- | -------------------------------- | -------------------------------- |
| (1)  | 平和条約及び日米安全保障条約特別委員会                               | 第12回                           | 第12回                           |
| (1)  | 期限等の定のある法律につき当該期限等を変更するための法律案特別委員会 | 第15回国会閉会後の参議院緊急集会 | 第15回国会閉会後の参議院緊急集会 |
| (1)  | 国際労働条約第八十七号等特別委員会                                   | 第43回                           | 第44回                           |
| (1)  | 国際労働条約第八十七号等特別委員会                                   | 第46回                           | 第48回                           |
| (1)  | 天皇の退位等に関する皇室典範特例法案特別委員会                       | 第193回                          | 第193回                          |
| (2)  | 税制問題等に関する特別委員会                                         | 第116回                          | 第116回                          |
| (2)  | 臓器の移植に関する特別委員会                                         | 第140回                          | 第140回                          |
| (2)  | 郵政民営化に関する特別委員会                                         | 第162回                          | 第163回                          |
| (2)  | 日本国憲法に関する調査特別委員会                                     | 第166回                          | 第166回                          |
| (3)  | 在外同胞引揚問題に関する特別委員会                                   | 第4回                            | 第12回                           |
| (3)  | 公害対策及び環境保全特別委員会                                       | 第69回                           | 第90回                           |
| (3)  | リクルート問題に関する調査特別委員会                                 | 第114回                          | 第114回                          |
| (3)  | 東日本大震災復興及び原子力問題特別委員会                             | 第189回                          | 第191回                          |
| (4)  | 国民生活・経済に関する調査特別委員会                                 | 第99回                           | 第104回                          |
| (4)  | 外交・総合安全保障に関する調査特別委員会                             | 第99回                           | 第104回                          |
| (5)  | 在外同胞引揚問題に関する特別委員会                                   | 第1回                            | 第3回                            |
| (6)  | 弔詞案起草に関する特別委員会                                         | 第114回                          | 第114回                          |
| (6)  | 立太子の礼及び成年式につきたてまつる賀詞案起草特別委員会             | 第15回                           | 第15回                           |
| (6)  | 賀詞案起草に関する特別委員会                                         | 第198回                          | 第203回                          |